# ROKS Jecheon
Le ROKS Jecheon (PCC-776) est une corvette de classe Pohang de la Marine de la république de Corée.

## Historique
La classe Pohang est une série de corvettes construites par différentes entreprises de construction navale sud-coréennes. La classe se compose de 24 navires et certains, après leur déclassement, ont été vendus ou donnés à d'autres pays. Il existe cinq types différents dans la classe, du lot II au lot VI.
Le ROKS Jecheon a été construit par Hanjin Heavy Industries et lancé le 8 décembre 1987. Le navire a été mis en service le 3 mai 1989.
Alors qu’il était amarré dans la ville éponyme de Jecheon, le 18 août 2018, le navire a été visité par l’adjoint au maire Geum Han-ju et 35 autres personnes, dont des membres du Conseil de défense intégré, des membres d’organisations de sécurité et locales, et des citoyens de tous horizons.
Le navire a été retiré du service actif le 28 décembre 2021, en même temps que deux autres corvettes de classe Pohang, le ROKS Wonju (PCC-769) et le ROKS Seongnam (PCC-775), tous des navires du lot IV qui ont été mis en service entre 1988 et 1989, et cinq patrouilleurs rapides de classe Chamsuri, les numéros de coque 313, 315, 317, 318 et 319, qui étaient en service dans la marine de la république de Corée depuis les années 1980 et ont tous servi à sécuriser les eaux territoriales et défendre les intérêts sud-coréens pendant plus de 30 ans. Au total 8 navires ont été retirés du service en même temps. La cérémonie de désarmement a eu lieu à la base navale de Jinhae à Changwon, Gyeongsang du Sud, et a été présidée par le commandant des opérations navales de la ROKN, Kang Dong-hoon. Aucune indication n’a été donnée sur le sort ultérieur des navires déclassés. Le déclassement des trois corvettes laisse seulement sept corvettes de classe Pohang encore en service, mais elles seront rapidement remplacés par de nouvelles frégates de classe Daegu,.

## Galerie

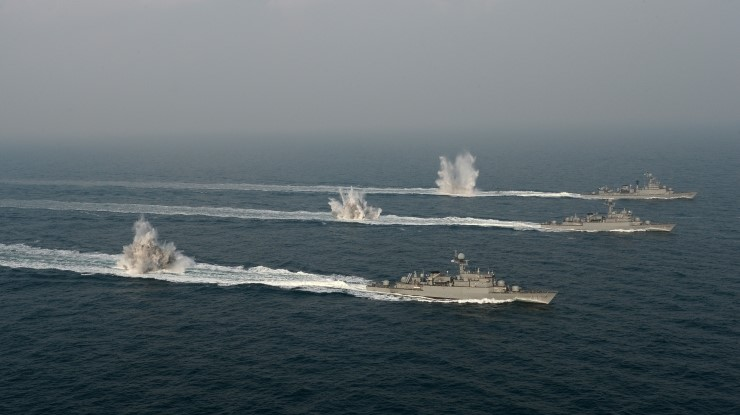
Le ROKS Jecheon le 15 janvier 2016